# Astronaut (Duran Duran-album)
Az Astronaut a Duran Duran tizenegyedik stúdióalbuma, amit először 2004. október 11-én adtak ki.
Ez volt az első Duran Duran-album a 2000-es Pop Trash  óta, és az első (és eddig az utolsó) a Seven and the Ragged Tiger óta, amit az együttes klasszikus ötfős felállása vett fel (az 1985-ös A View to a Kill kislemez volt az utolsó közös munkájuk).

## Háttér és a felvételek
A Duran Duran 2001-ben jelentette be, hogy az együttes régi felállás újraegyesül, majd Dél-Franciaországban elkezdtek írni (ugyan kisebb megszakításokkal). 2002-2003-ban nagyon sokat dolgozott az együttes a visszatérő albumon és az együttes tagjainak közeli barátja Nile Rodgers is dolgozott néhány számon. 
Eközben a kiadó keresése nem volt túlságosan sikeres, mert az együttes mindenképpen teljes szabad kezet akart kapni, nem csak egy albumra, amit az abban az időszakban kockázatkerülő zeneipar nem akart nekik megadni, mivel az együttes leginkább ismert a 20 éves slágerei miatt volt.
Az együttes a sikertelen kiadó keresés után bejelentett egy új világ turnét, hogy megmutassa, hogy még mindig van lehetőség a Duran Duran-ban. A telt házas koncertek (Japánban, Amerikában, az Egyesült Királyságban, Ausztráliában és Új-Zélandon) jelezték a kiadóknak, hogy a lehetőség még mindig ott rejlik az együttesben. Ezeken a koncerteken játszották az új számok közül a "(Reach Up For The) Sunrise"-t, a "Still Breathing"-et, a "Virus"-t, a "Beautiful Colours"-t és a "What Happens Tomorrow"-t.
Ebben az időszakban néhány befejezetlen szám és demók kiszivárogtak az internetre és gyorsan terjedt az együttes rajongói között. Ezek között a számok között volt a "Virus", a "(Reach Up For The) Sunrise", a "TV vs. Radio", a "Taste the Summer", a "Salt in the Rainbow", és a "Pretty Ones". Az album végső változatán a "Virus"-on (ami végül csak a Japán különkiadáson jelent meg), a "Sunrise"-on (ami az első kislemez volt) és a "Taste the Summer"-en kívül nem is szerepeltek ezek a számok.
Márciusban az együttes a FIFA-nak (Nemzetközi Labdarúgó-szövetség), ajándékozta a "Beautiful Colours" című számot, hogy a centenáriumi dalukként használják. A FIFA 100 ceremónián, ahol a 100 legnagyobb élő labdarúgót jutalmazták, a sport legjobb pillanatainak bemutatása ezzel a számmal volt kísérve.

## Számlista
Az összes dal szerzője a Duran Duran. 
|     | Cím                        | Producer(ek)                         | Hossz |
| --- | -------------------------- | ------------------------------------ | ----- |
| 1.  | (Reach Up for The) Sunrise | Don Gilmore Duran Duran Nile Rodgers | 3:27  |
| 2.  | Want You More!             | Duran Duran Gilmore Dallas Austin    | 3:39  |
| 3.  | What Happens Tomorrow      | Gilmore Duran Duran                  | 4:06  |
| 4.  | Astronaut                  | Austin Duran Duran                   | 3:26  |
| 5.  | Bedroom Toys               | Duran Duran Gilmore Rodgers          | 3:53  |
| 6.  | Nice                       | Gilmore Duran Duran                  | 3:28  |
| 7.  | Taste the Summer           | Duran Duran Gilmore                  | 3:55  |
| 8.  | Finest Hour                | Gilmore Duran Duran                  | 3:57  |
| 9.  | Chains                     | Gilmore Duran Duran                  | 4:48  |
| 10. | One of Those Days          | Austin Duran Duran                   | 3:47  |
| 11. | Point of No Return         | Duran Duran Rodgers                  | 4:59  |
| 12. | Still Breathing            | Duran Duran Gilmore Mark Tinley      | 5:59  |

| 13. | Virus | 4:07 |

## Előadók, munkálatok
Az AllMusic adatai alapján.

### Duran Duran
- Simon Le Bon – ének
- Nick Rhodes – billentyűk
- John Taylor – basszusgitár, háttérénekes
- Andy Taylor – gitár, háttérénekes
- Roger Taylor – dobok

### Egyéb előadók
- Sally Boyden – háttérénekes
- Tessa Niles – háttérénekes

### Utómunkálatok
- Dallas Austin – producer, hangmérnök
- Bernie Beca – albumborító
- Francesco Cameli – hangmérnök asszisztens
- Daniel Catullo – producer
- Mike Clink – producer
- Duran Duran – producer
- Richard Edgeler – hangmérnök asszisztens
- Guy Farley – húrozás
- Sean Fullan – vágás
- Tilton Gardner – producer
- Don Gilmore – producer, hangmérnök
- David Gray – A&R
- Richard Haughton – fényképész
- Richard Hilton – hangmérnök
- Sean Hogan – albumborító
- Heidi Kelso – producer
- Wendy Laister – producer
- David Massey – A&R
- Robert McClaugherty – producer
- Daniel Mendez – hangmérnök, vágó
- Jason Nevins – hangmérnök
- Patty Palazzo – albumborító
- Nile Rodgers – producer
- Kristian Schull – albumborító fénykép
- Rick Sheppard – hangmérnök, vágó
- Sara Syms – grafikus
- Clarissa Tossin – albumborító
- Melanie Vaughan – producer
- Jeremy Wheatley – keverés
- Leon Zervos – keverés

## Slágerlisták, minősítések
Az Astronaut a harmadik helyen debütált a UK album chart-on és tizenhetedik helyen a Billboard 200 album-on. Eközben a CD/DVD szett az első helyen debütált a Billboard Top Music Video listán. Az albumnak Japánban is sikerült elérnie a 29. helyet.
Az első kislemez, a "(Reach Up For The) Sunrise" 5. helyen debütált a UK singles slágerlistán. Novemberben pedig elérte az első helyet a Billboard Dance Chart-on.
A második kislemez "What Happens Tomorrow" címmel jelent meg 2005. január 31-én és Angliában a tizenegyedik helyen kezdett, majd Amerikában ios egyre többet játszották a rádiók (az együttes talán legnagyobb turnéjának köszönhetően). Andy Taylor több koncertet is kihagyott a turné fabruári és márciusi részéből, hogy meglátogassa beteg apját és részt vegyen a temetésén. 
A "Nice" volt a harmadik kislemez az albumról, ami egybe esett a turné európai részével. A kislemeznek elméletileg nem lett volna videóklipje, de letölthető lett volna. Ezzel ellentétben a szám csak rádióban volt kiadva Európában és a rossz promóciónak köszönhetően viszonylag hamar eltűnt a rádiókból.
Az Astronaut aranylemez lett a több, mint 100 000 eladott példánynak köszönhetően Angliában és Olaszországban is, 2008-ig pedig nagyjából 260 ezret adtak el belőle Amerikában. Eddig nagyjából 1 millió példány kelt el az albumból világszerte.
| Slágerlista (2004)                   | Legmagasabb pozíció |
| ------------------------------------ | ------------------- |
| Ausztrál Albumok (ARIA)              | 22                  |
| Osztrák Albumok (Ö3 Austria)         | 27                  |
| Belga Albumok (Ultratop Flanders)    | 40                  |
| Belga Albumok (Ultratop Wallonia)    | 35                  |
| Kanadai Albumok (Billboard)          | 9                   |
| Cseh Albumok (ČNS IFPI)              | 53                  |
| Dán Albumok (Hitlisten)              | 8                   |
| Holland Albumok (Album Top 100)      | 17                  |
| Európai Albumok (Billboard)          | 4                   |
| Francia Albumok (SNEP)               | 87                  |
| Német Albumok (Offizielle Top 100)   | 23                  |
| Görög Nemzetközi Albumok (IFPI)      | 6                   |
| Ír Albumok (IRMA)                    | 38                  |
| Olasz Albumok (FIMI)                 | 2                   |
| Új-Zéland-i Albumok (RMNZ)           | 29                  |
| Skót Albumok (OCC)                   | 5                   |
| Svéd Albumok (Sverigetopplistan)     | 41                  |
| Svájci Albumok (Schweizer Hitparade) | 21                  |
| UK Albums (OCC)                      | 3                   |
| US Billboard 200                     | 17                  |

| Régió                    | Minősítés | Példányszám |
| ------------------------ | --------- | ----------- |
| Egyesült Királyság (BPI) | Arany     | 100,000     |

## Kiadások
A Discogs adatai alapján.
| Ország           | Dátum                | Kiadó                            | Formátum |
| ---------------- | -------------------- | -------------------------------- | -------- |
| Európa           | 2004. október 11     | Epic Records                     | LP       |
| Európa           | 2004. október 11     | Epic Records                     | CD       |
| Európa           | 2004. október 11     | Epic Records                     | CD/DVD   |
| Egyesült Államok | 2004. október 12     | Epic Records                     | CD       |
| Egyesült Államok | 2004. október 12     | Epic Records                     | CD/DVD   |
| Dél-Korea        | 2004. október 15     | Sony Music Entertainment (Korea) | CD       |
| Dél-Korea        | 2004. október 15     | Sony Music Entertainment (Korea) | Kazetta  |
| Japán            | 2004. október 20     | Sony Music Japan                 | CD       |
| Japán            | 2004. október 20     | Sony Music Japan                 | CD/DVD   |
| Egyesült Államok | 2004. szeptember 28. | Epic Records                     | LP       |
| Egyesült Államok | 2005. március 29     | Epic Records                     | DualDisc |
| Egyesült Államok | 2005. december 20.   | Epic Records                     | SACD     |

## Fordítás
Ez a szócikk részben vagy egészben  az   Astronaut (Duran Duran album) című angol Wikipédia-szócikk ezen változatának fordításán alapul.  Az eredeti cikk szerkesztőit annak laptörténete sorolja fel. Ez a jelzés csupán a megfogalmazás eredetét és a szerzői jogokat jelzi, nem szolgál a cikkben szereplő információk forrásmegjelöléseként.